# Slag bij Stormberg
De Slag bij Stormberg in Zuid-Afrika op 10 december 1899 staat bekend als een beroemde overwinning van de Boeren tijdens de Tweede Boerenoorlog. Het is een van de drie Britse nederlagen (samen met de slagen bij Colenso en Magersfontein) binnen een week. In Groot-Brittannië stond deze week bekend als de Zwarte Week.

## Aanloop
De Britse generaal William Forbes Gatacre rukte met een leger van 3.000 man op naar het noorden langs de hoofdspoorlijn. Hij verwachtte versterking van een garnizoen van 400 man maar dit kwam nooit ter plaatse. Zijn opdracht was om te voorkomen dat een Boerenleger uit Oranje Vrijstaat zou kunnen binnendringen in de Kaapkolonie. De Boeren onder leiding van generaal Jan Hendrik Olivier bezetten ondertussen het spoorwegknooppunt bij Stormberg. Dit Boerenleger was 2.300 man sterk. De Britse troepen reisden naar het station van Molteno om van daaruit noordwaarts op te rukken naar Stormberg.

## Het gevecht
Het gevecht vond plaats op 10 december 1899 op de Kissiebergkoppies bij het knooppunt Stormberg, 20 kilometer ten noordwesten van Molteno in de Oost-Kaap. De treinen hadden zoveel vertraging dat een deel van de Britse troepen maar 's nachts aankwam in Molteno. In de nacht van 9 december trokken soldaten van generaal-majoor Sir William Gatacre op richting de ingegraven Boeren, geleid door generaal Jan Hendrik Olivier. Omdat de spoorwegpas naar Stormberg volgens verkregen inlichtingen zwaar bewaakt werd door de Boeren, besloot Gatacre een omtrekkende beweging te maken. In de avond van 9 december leidde generaal Gatacre zijn vermoeide troepen naar het leger richting de Kissiebergkoppies. Dit was onbekend en moeilijk begaanbaar terrein en de gidsen van het leger raakten verdwaald. Het leger ging Kissieberg ten westen voorbij en pas bij dageraad besefte Gatacre zijn vergissing. Hij gaf het bevel de Kissiebergkoppies vanuit het westen aan te vallen. Kissieberg werd slechts verdedigd door enkele Boeren maar toch mislukte de aanval. De Britse troepen, vermoeid na een lang transport en een lange nacht marcheren, raakten de steile wanden niet op. Bovendien werden zij bestookt door slecht gericht eigen artillerievuur. Het gevecht duurde nog geen uur. Uiteindelijk viel Gatacre terug naar Molteno, met achterlating van zo'n vijfentwintig doden, een honderdtal gewonden en ongeveer zeshonderd gevangenen. Bij het sein om terug te trekken had Gatacre uit het oog verloren dat er zich nog zeshonderd van zijn manschappen op de Kissiebergkoppies bevonden. Zij waren zo gedwongen zich na enkele uren over te geven aan de Boeren. Doden en gewonden waren deels veroorzaakt door eigen vuur.

## Gevolgen
De plannen van generaal Gatacre liepen vanaf het begin mis. Het bevel gericht aan de versterkingstroepen kwam nooit ter plaatse. De voorraadkolonne van het leger rukte op naar Stormberg via de spoorlijn omdat het niet op de hoogte was van de gewijzigde plannen. Gatacre raakte hopeloos verdwaald en de Britse troepen waren te vermoeid voor de veldslag.
Publicitair maakte deze "slag" aanmerkelijke indruk. Militair had ze nauwelijks gevolgen.